# Isidore Cahen
Pour les articles homonymes, voir Cahen.
Isidore Cahen (né à Paris le 16 octobre 1826 et mort le 6 mars 1902 dans la même ville) est un journaliste et universitaire français.

## Biographie
Isidore Cahen est le fils de Samuel Cahen. Après des études au Lycée Charlemagne, il entre en 1846 à l'École normale supérieure, où il côtoie Edmond About, Hippolyte Taine, Francisque Sarcey ou encore Prévost-Paradol, qui, à leur sortie de l'école, s'engagent tous, plus ou moins, dans les rangs des républicains. Agrégé de philosophie, il enseigne cette matière au Collège de Versailles.
Nommé par Lamartine comme attaché à l'ambassade de France à Madrid, il préfère la chaire de philosophie au lycée de La Roche-sur-Yon (qui s'appelait à cette époque "Napoléon-Vendée" depuis le décret du 18 mars 1848). Mais une cabale aux résonances anti judaïques fut menée contre lui, notamment par l'évêque de Luçon, et il fut révoqué de sa chaire. Il déclina les offres de poste qui lui furent alors faites, et s'orienta vers le journalisme. Il collabora au Journal des débats, à La Presse, aux Archives israélites, comme à l'équipe éditoriale du quotidien Le Temps,.
En 1860, il fait partie du groupe des six personnalités juives qui fondèrent l'Alliance israélite universelle, avec notamment Eugène Manuel (qui, légèrement plus âgé, avait eu un cursus scolaire et universitaire identique et effectuait une carrière de journaliste dans les mêmes journaux).
Peu avant le décès de son père, en 1862, il reprend la direction des Archives israélites, poste qu'il assumera jusqu'à sa mort en 1902. 